# Governo Maupeou
Il Governo Maupeou è stato il quattordicesimo esecutivo del Regno di Francia, in carica dal 24 dicembre 1770 al 14 maggio 1774. Il Governo si formò a seguito del licenziamento del Governo Choiseul, il 24 dicembre 1770. Nello stesso giorno il re chiamò Maupeou, già Cancelliere da due anni, per formare un nuovo governo.
Il nuovo governo fu essenzialmente ostile ai Parlamenti, che furono limitati fortemente nei poteri nel 1771. Queste riforme furono fortemente osteggiate da tutte le categorie sociali e il Governo cadde il 14 maggio 1774, poco dopo la morte del vecchio re Luigi XV. Il nuovo sovrano Luigi XVI affidò il governo al conte di Maurepas.

## Composizione
| Presidenza                                                                         | Presidenza | Presidenza                             | Presidenza              | Presidenza | Presidenza |
| Segretariato                                                                       | Titolare   | Titolare                               | Titolare                | Partito    |            |
| ---------------------------------------------------------------------------------- | ---------- | -------------------------------------- | ----------------------- | ---------- | ---------- |
| Principale Ministro di Stato Presidente del Consiglio delle Finanze                |            | René Nicolas de Maupeou                |                         |            |            |
| Ministri di Stato                                                                  |            |                                        |                         |            |            |
| Segretariato                                                                       | Titolare   | Titolare                               | Titolare                | Partito    |            |
| Ministro di Stato per le province interne                                          |            | Louis Phélypeaux de Saint-Florentin    |                         |            |            |
| Ministro di Stato per le province di confine                                       |            | Luigi Francesco di Monteynard          | fino al 27 gennaio 1774 |            |            |
| Ministro di Stato per le province di confine                                       |            | Emmanuel Armand de Vignerot du Plessis | dal 27 gennaio 1774     |            |            |
| Ministro di Stato per le colonie                                                   |            | Joseph Marie Terray                    | fino al 9 aprile 1771   |            |            |
| Ministro di Stato per le colonie                                                   |            | Pierre Étienne Bourgeois de Boynes     | dal 9 aprile 1771       |            |            |
| Ministri                                                                           |            |                                        |                         |            |            |
| Segretariato                                                                       | Titolare   | Titolare                               | Titolare                | Partito    |            |
| Cancelliere Guardasigilli                                                          |            | René Nicolas de Maupeou                |                         |            |            |
| Segretario di stato per gli affari esteri                                          |            | Louis Phélypeaux de Saint-Florentin    | fino al 6 giugno 1771   |            |            |
| Segretario di stato per gli affari esteri                                          |            | Emmanuel Armand de Vignerot du Plessis | dal 6 giugno 1771       |            |            |
| Segretario di stato per la guerra                                                  |            | Luigi Francesco di Monteynard          | fino al 27 gennaio 1774 |            |            |
| Segretario di stato per la guerra                                                  |            | Emmanuel Armand de Vignerot du Plessis | dal 27 gennaio 1774     |            |            |
| Segretario di stato per la marina                                                  |            | Joseph Marie Terray                    | fino al 9 aprile 1771   |            |            |
| Segretario di stato per la marina                                                  |            | Pierre Étienne Bourgeois de Boynes     | dal 9 aprile 1771       |            |            |
| Controllore generale delle finanze                                                 |            | Joseph Marie Terray                    |                         |            |            |
| Ministri senza portafoglio                                                         |            |                                        |                         |            |            |
| Segretariato                                                                       | Titolare   | Titolare                               | Titolare                | Partito    |            |
| Segretario di stato della Maison du Roi e per gli affari della Religione Cattolica |            | Louis Phélypeaux de Saint-Florentin    |                         |            |            |
| Segretario di stato per gli affari della Religione Riformata                       |            | Louis Phélypeaux de Saint-Florentin    |                         |            |            |